# Стара Кука
Стара Ку́ка (рос. Старая Кука) — село у складі Читинського району Забайкальського краю, Росія. Входить до складу Новокукинського сільського поселення.

## Населення
Населення — 302 особи (2010; 306 у 2002).
Національний склад (станом на 2002 рік):
- росіяни — 100 %